# Claudi Centó
Centó (en llatí Cento o Centho) era un dels cognomens d'una branca de la gens Clàudia.
Personatges destacats van ser:
- Gai Claudi Centó, cònsol 240 aC.[2][3][4]
- Gai Claudi Centó, general romà.[5][6]
- Appi Claudi Centó, governador de la Citerior, 175 aC.[7]